# Gelidium
Gelidium is een geslacht van thalloïde roodwieren dat ruim honderd soorten omvat. Specimens kunnen ongeveer 2 tot 40 cm groot worden. De vertakking is onregelmatig of komt voor in rijen aan weerszijden van de hoofdstam. Gelidium produceert tetrasporen. Veel van de algen in dit geslacht worden gebruikt om agar te maken. Chaetangium is een synoniem.

## Soorten
- Gelidium affine
- Gelidium allanii
- Gelidium amamiense
- Gelidium amansii
- Gelidium ambiguum
- Gelidium americanum
- Gelidium anthonini
- Gelidium applanatum
- Gelidium arborescens
- Gelidium arenarium
- Gelidium asperum
- Gelidium australe
- Gelidium bernabei
- Gelidium bipectinatum
- Gelidium canariense
- Gelidium cantabricum
- Gelidium capense
- Gelidium caulacantheum
- Gelidium ceramoides
- Gelidium chilense
- Gelidium coarctatum
- Gelidium concinnum
- Gelidium congestum
- Gelidium coronadense
- Gelidium coulteri
- Gelidium crinale
- Gelidium crispum
- Gelidium deciduum
- Gelidium decompositum
- Gelidium delicatulum
- Gelidium divaricatum
- Gelidium elegans
- Gelidium elminense
- Gelidium fasciculatum
- Gelidium filicinum
- Gelidium flaccidum
- Gelidium floridanum
- Gelidium foliaceum
- Gelidium foliosum
- Gelidium galapagense
- Gelidium hancockii
- Gelidium heterocladum
- Gelidium hommersandii
- Gelidium howei
- Gelidium hypnosum
- Gelidium inagakii
- Gelidium inflexum
- Gelidium intertextum
- Gelidium isabelae
- Gelidium japonicum
- Gelidium johnstonii
- Gelidium kintaroi
- Gelidium latiusculum
- Gelidium lingulatum
- Gelidium linoides
- Gelidium longipes
- Gelidium macnabbianum
- Gelidium madagascariense
- Gelidium maggsiae
- Gelidium masudae
- Gelidium microdentatum
- Gelidium microdon
- Gelidium microdonticum
- Gelidium microphyllum
- Gelidium microphysa
- Gelidium micropterum
- Gelidium minusculum
- Gelidium multifidum
- Gelidium musciforme
- Gelidium nova-granatense
- Gelidium nudifrons
- Gelidium omanense
- Gelidium pacificum
- Gelidium planiusculum
- Gelidium pluma
- Gelidium pristoides
- Gelidium profundum
- Gelidium pseudointricatum
- Gelidium pteridifolium
- Gelidium pulchellum
- Gelidium pulchrum
- Gelidium pulvinatum
- Gelidium purpurascens
- Gelidium pusillum = Klein geleiwier
- Gelidium reediae
- Gelidium refugiensis
- Gelidium regulare
- Gelidium reptans
- Gelidium rex
- Gelidium rigens
- Gelidium robustum
- Gelidium samoense
- Gelidium sclerophyllum
- Gelidium secundatum
- Gelidium semipinnatum
- Gelidium serrulatum
- Gelidium sesquipedale
- Gelidium sinicola
- Gelidium spathulatum
- Gelidium spinosum
- Gelidium subfastigiatum
- Gelidium tenue
- Gelidium tsengii
- Gelidium umbricola
- Gelidium usmanghanii
- Gelidium vagum = Vlak geleiwier
- Gelidium venetum
- Gelidium venturianum
- Gelidium versicolor
- Gelidium vietnamense
- Gelidium vittatum
- Gelidium yamadae
- Gelidium zollingeri